# 奴隶制度
奴隸制（英語：Slavery）是指一個人類個體被視作其他自然人或法人等的財產；這個人通常被稱為奴隸，主人則被稱為奴隸主。這通常意指奴隸被迫工作，否則他們將受來自法律（如果奴隸制在當地合法）或主人的懲罰。幾乎全部已知的文化和地區都有相關歷史。有些社會制定有關奴隸制的法律，或擁有以此為基礎的經濟（參看奴隸社會）。奴隸經常缺乏人格、自由（包含人身自由等）等方面的權利，且可以被奴隸主交易。
古代中國、古希臘、古埃及、罗马帝国、古巴比伦、美索不達米亞早期王朝、伊斯蘭世界、南北战争以前的美国南方等，以及以前一些英国、法国、俄国、西班牙、葡萄牙等歐洲列強的殖民地，都曾經大量出現奴隶制的實行。特別是15世紀到17世紀地理大發現過程和18世紀新帝國主義的影響下，列強積極對外擴張，並建立海外殖民地而實行殖民主義，同時也因各地社會對奴隸制度的認可共識，某些特許公司或人蛇集團與當地士紳或財主相互合作，促使人口販賣現象發生。
國際法現已禁止奴隸制。儘管如此，一些國家仍然存在不同形式的奴隸制。茅利塔尼亞伊斯蘭共和國是當前最後一個正式禁止奴隸制的國家；2007年，該國政府通過允許起訴奴隸主的法律，但迄今有關制度仍根植於該國傳統中，而難以解決有關問題。現今，有許多奴隸被迫勞動，通常是在一國經濟私部門的血汗工廠等。在非工業化國家，債務奴隸制是一種常見的形式。當今的奴隸制有許多形式，包括被強制控制佔有的家務工、強迫婚姻和童兵等。
存在奴隶制和是奴隶社会是两个完全不同的概念；古代中国、日本、古代印度、古埃及和古代苏美尔人等文明，都并没经历过真正的奴隶社会。
人口贩卖主要是指代强迫妇女和儿童进入色情行业工作。

## 词源
英语词汇「slave」来自古法语「sclave」、中世纪拉丁语「sclavus」、拜占庭希腊语「σκλάβος」，这是由于在早先的中世纪战争中许多斯拉夫人被俘为奴。更古老的理论认为希腊动词 skyleúo 是指“剥去被杀敌人的衣服”。
奴隶作为词汇也可以指代依附他人的人。有时富家的奴隶，生活可能比普通人的境遇还要好，例如古波斯。

## 奴隶制的起源
奴隶一般来源于战俘、被占领地区原住民、负债者、罪犯、窮人等，近古和近代歐洲的奴隶多从漠南非洲海岸等地方拐卖。奴隶制一般出现在手工业和商业比较发达的地区，因为奴隶制最大程度上降低了生产成本。
大部分蓄奴合法的国家也有捉回与处罚逃奴的法律(因等於偷竊主人財產)。

## 形式

### 传统奴隶制
奴隶所有制，也叫传统奴隶制，奴隶被当做私有财产，如同商品一样可以买卖。这是最初的奴隶形式，常见于奴隶社会，现今已经不在常用，各国已经纷纷废除奴隶制，但是奴隶依然存在于部分国家，主要是黑奴贸易的残留。

### 现代奴隶制
現代雖不再存在奴隸社會，即使不計在政治宣傳，會把囚犯或討厭的制度下的平民，一律當成奴隸。的確存在大量奴隸生活者。

#### 债务奴役
债务奴役或包身工是当某人将自己作为贷款抵押时出现。条款要求还债，而期限则可能为终身。债务奴役代代相传，孩子可能会被要求为父母还债。父债子还成了现代新型的奴役形式，在南亚地区依然非常盛行。

#### 强迫劳动
强迫劳动是违背某人意志，在暴力或其它惩罚的威胁下被迫劳动，并限制他们的自由。人口贩卖是妇女儿童卖淫的主要来源，是强迫劳动增长最快的形式，在泰国、柬埔寨、印度、巴西、墨西哥盛行，成为儿童商业性剥削的主流。
词汇“强迫劳动”也可以指代所有奴役类型，甚至包括非常见的制度，如农奴、拉壮丁、刑罚苦役。

#### 強迫婚姻
逼婚是指在促成婚姻的过程中违背一方或双方当事人的意愿。在许多情况下，逼婚和协商婚姻的界限不清，这是由于许多文化的社会标准提倡对尊长亲属的盲目顺从，例：孝；在这些文化环境中，用暴力、胁迫、威吓等方式让人“同意”嫁娶，服从社会压力和责任并非必要。彩礼和嫁妆在世界许多地方都是习俗，可以导致婚姻买卖的发生。
逼婚依然在世界许多地方，如南亚、东亚、非洲等地广泛存在。逼婚也会在欧洲、美洲、加拿大和澳大利亚的移民社区出现。在今天，婚姻拐卖依然出现在世界的许多地方，埃塞俄比亚全国有69%的婚姻是拐来的。
骗婚是利用婚姻来获得某种社会或法律好处（常常与移民身份有关）。虽然这些婚姻获得双方当事人的同意。在欧盟有一种人口贩卖，为留学生或欧盟雇工（常常来自亚洲国家）供给新娘（常常来自前共产主义国家，现为欧盟成员国——特别是巴尔干地区国家）以便他们能留在欧洲。
童婚和逼婚都被国际劳工组织定义为现代奴役形式。娶娃娃新娘率最高的国家是：尼日尔（75%），中非和乍得（68%），孟加拉（66%）。

## 历史
有证据表明奴役起源早于成文记录，在许多文明中存在。下埃及地区约前8千纪的史前坟墓表明利比亚人曾经奴役过类似布希曼人的部落。大量的奴隶需要经济盈余和足够大的人口来繁衍。出于这些因素，只有到了1萬1000年前的新石器时代农业文明才能得以施行。
在早先的已知记录中，奴隶制被当作是既定的制度。例如《汉谟拉比法典》（ca. 1760 BC）规定任何人如果帮助奴隶逃跑，或是收留他们都要被处死。在《舊約聖經》中，奴隶制也是既定的制度。
奴隶制几乎在所有古代文明中都有出现，包括苏美尔、古埃及、中国古代、阿卡德帝国、亚述、古印度、古希腊、罗马帝国、伊斯兰世界、希伯来王国、美洲前哥倫布時期文明（特別是阿兹特克帝国）等。这些制度包括债务奴役、刑罚、战俘、弃儿、奴隶生奴隶等。但是东方的奴隶制远没有西方发达，加上东方可以通過科舉等制度來替自己翻身，所以并未形成以奴隶为主要劳动力的社会。

### 東亞

#### 中国
一种观点认为，战国時代之前为奴隶制。而无奴学派则认为，夏商周三代都不是奴隶社会，中国从夏朝到清朝(袁世凱時期還有)一直都有奴隶但从来都不是社会的主体。而实际上，秦汉时期的奴隶制经济比商周时期要更为发达，这一时期的中央集权和商品经济促进了奴隶制的发展，虽然仍然不算奴隶社会。
此外，亦有学者认为，如若夏商周都并非奴隶社会，并不等于中国同时期其他区域或其他历史时期都没有过奴隶社会。2015年，学者何驽结合考古资料，指出虽然三代并非奴隶社会，但龙山文化时期的石峁遗址则是奴隶制国家。在中国历史是否经历过奴隶社会阶段这一问题上，其基本语境主要是围绕夏商周三代的中原王朝展开的，但亦有学者着眼于中国境内其他民族（如彝族）的奴隶制，试图说明中国在古代乃至现代均有奴隶社会存在。
三代、先秦、秦朝时代，有官奴和私属之分。奴隶多产生于战争，从敌方俘虏的庶人與軍人很可能成为奴隶，也有罪犯被贬为奴隶的，犯叛逆罪的，有時全家乃至全宗族要沦为官奴。“胥靡”，是古代对一种奴隶的称呼。由于用绳索牵连着强迫劳动，故名。另外，汉代还用作刑徒的名称。如《汉书·楚元王传》中有“胥靡之。”颜师古注之曰：“联系使相随而服役之，故谓之胥靡，犹今役囚徒以锁联缀耳。”
汉朝，奴隶的产生主要来源于土地兼并而形成的私属，另外东汉末期，人民为躲避战乱，投靠庄园主，也成为私属。漢代到隋唐时期，在法律上有明确的良贱之分，如部曲（家兵的一种）殴伤良民要处死，良民打死自己的部曲，部曲有罪的話就不追究、部曲无罪的話只判徒刑，且可以用钱赎免。
宋朝以前，长期受雇于人的傭工，其地位低于良民，也是奴隶的一种。宋朝开始，因雇佣形成的主仆关系不再视同于良贱关系。但实际上，私属奴隶的现象大量存在，不过在法律上禁绝了私属奴隶、也不允许将良民卖为奴隶。宋代的一部份军人，也被視為賤民。
元代，由于蒙古族本身实行奴隶制，所以官奴盛行。明朝初年，朱元璋曾颁布过改奴为良的法令，明中葉以後畜奴的风气又盛行起来，顾炎武说，“今吴仕宦之家，（奴）有至一二千人者”。湖北麻城的梅、刘、田、李四家，“家僮不下三四千人”。
清朝初年也實行投充法，雍正年間雖取消部分地區賤籍，並未廢止奴隸制。满洲風俗严分主奴，八旗之人都视为愛新覺羅氏的家奴，皇帝是愛新覺羅家的族長，就是所有滿人、旗人的主人，所以旗人大臣在面君时会自称奴才，如果是單純的漢人身份，與皇帝是君臣關係，並非主奴關係，故漢人只可以稱「臣」。但因為稱「奴才」是一種與皇帝親近的表示，漢人大臣也喜自稱「奴才」。但是此種作為往往會被皇帝駁斥，乾隆帝還一度因為漢人官員仿效滿風，自稱「奴才」而大怒，敕命不分滿漢，凡上奏摺均稱「臣」。
在中華民國成立后，中国最终从法律上明确消除了奴隶的存在。但實際上在家庭中從事家務勞動的奴婢至中華民國大陸時期仍然存在。在香港，1922年當地部份人士組織反對蓄婢會，主張廢除傳統蓄婢制度。香港政府於1923年通過《家庭女役則例》，正式廢除蓄婢，婢女變成受薪僱用的女傭。
1959年，中华人民共和国政府在西藏推行被稱為的土地改革的運動，聲稱在全国范围内彻底废除了奴隶制。在1950年代才消灭奴隶制的四川彝区，仅雷波县在2010年两次发现近三百名“娃子”（历史上彝区对奴隶的称谓）。
中国古代的贱民制度不同于奴隶，乐户、匠户、仵作、牙人、娼妓甚至宋代的一部份军人，在法律上都是贱民，但是他们并不是奴隶。中國雖然沒有嚴格定義下的奴隸制度，但是受到類似奴隸制度而傷害的中國人不在少數。清雍正帝廢除賤民制度。

#### 朝鮮半島
在朝鮮王朝，官員若被判了謀反罪，其家人會被充作官奴婢使用。這些官奴婢的地位非常低微，可以說相等於國家的賤民。也有私人擁有的私奴婢。不過，另一方面，國家亦為這些奴婢提供一個翻身的機會：若他們有幸可以考科舉雜科成為技術類官員如醫官、譯官、畫員等，或考武科成為軍官，可以除去賤民的資格，升為中人，而女性則當宮女後翻身，若得到國王寵幸有可能封為後宮嬪御，但歷史只有極少數例子，而且能成為正式宮女的賤民女子多為兩班賤妾所生的庶女，否則只能當上官婢，不屬於宮廷女官。另外若賤民女性嫁賤民男子，其夫若成為中人，自己亦可升為中人。

### 歐洲

#### 古希腊/罗马
古希腊对奴隶的记录可以追溯迈锡尼文明。很明显，古雅典拥有大量的奴隶人口，在公元前6-5世纪可能有8萬人；有2/5到4/5的人口被奴役。当罗马共和国扩张时奴役大量人口，从整个欧洲到地中海得到大量的供给。希腊、伊利里亚人、柏柏尔人、日耳曼人、不列颠人、色雷斯人、高卢人、犹太人、阿拉伯人都被奴役，不但被用作劳工，而且用作娱乐（如角斗士和性奴隶）。人口占少数的精英压迫奴隶，导致起义（见罗马奴隶起义）；由斯巴达克斯领导的第三次奴隶起义是最著名，最激烈的起义。
共和国末期，奴隶成为罗马重要的经济支柱，成为社会重要的组成部分。古罗马至少有25%的人口是奴隶。根据某些学者的估算，意大利人口有超过35%是奴隶。在罗马帝国时期，仅罗马一城就有40萬奴隶。从公元元年至罗马帝国走向衰败之际，环地中海区域累计被奴役人口约为1亿人。

#### 中世纪
在欧洲中世纪早期，大规模贩奴主要局限于南部和东部：拜占庭帝国和穆斯林世界是目的地，异教徒、中东欧（包括高加索和鞑靼）都是主要来源。北欧海盗（瓦良格人）、阿拉伯人、希腊人、拉特纳猶太人、犹太人等都参与贩奴。在10世纪时，欧洲贩奴运动达到巅峰，之后的津芝叛乱抑制了在阿拉伯世界使用非洲黑奴。
在天主教地盘里，中世界西班牙和葡萄牙不停地受到穆斯林世界的进攻。安达卢斯定期发动侵袭，扫荡伊比利亚天主教国家，掠夺财务和奴隶。例如，1189年对葡萄牙里斯本的袭击中，穆瓦希德王朝哈里发雅各布·阿·曼苏尔将3000名妇女和儿童掠走，他在科尔多瓦的长官在1191年袭击葡萄牙锡尔维什，将3000人抓为奴隶。从11世纪到19世纪，北非巴巴里海盗从事“掠奴远征”，扫荡欧洲沿海城市，抓捕基督徒作为奴隶，卖到阿尔及利亚和摩洛哥等地。
不列颠在罗马帝国之后依然保留奴隶制，中世纪威尔士的好人海威法案规范了奴隶制。当北欧海盗入侵后，奴隶制盛行，切斯特、布里斯托尔成为主要市场，出售丹麦、莫西亚、威尔士在彼此边境相互扫荡得来的奴隶。在《末日审判》（1086）的时代，约有10%的英国人是奴隶。中世纪早期，欧洲奴隶制盛行，以至于罗马天主教会一而再、再而三地发布禁令——或者至少是禁止将基督徒奴隶卖到非基督徒地区，如科布伦茨会议（922）、伦敦会议（1102）、阿尔马会议（1171）。1452年，教宗尼各老五世发布教宗诏书Dum Diversas授权西班牙和葡萄牙国王将“穆斯林、异教徒、其它非信仰者”定为永久奴隶，将战俘奴隶合法化。对奴隶制的肯定和延伸在他的1455年诏书Romanus Pontifex表露。然而，教宗保祿三世在1537年诏书Sublimus Dei中禁止将美洲土著当做奴隶。多明尼加修道士来到西班牙驻地圣多明各时强烈抨击对当地人的奴役。他们与其他祭司一道认为这种行为是不公正的，在西班牙国王治下是非法的、不忠的。
在君士坦丁堡，约有1/5的人口是奴隶。城市在十五世纪之后成为贩奴贸易的中心。到了1475年，大多数奴隶来自克里米亞鞑靼人对斯拉夫村庄的扫荡。拜占庭－鄂圖曼战争和欧洲鄂圖曼战争将大量奴隶掠入伊斯兰世界。
法国卡洛林王朝乡村人口约有10–20%是奴隶。在中世纪晚期，奴隶制在西欧逐渐消失。在英国，贩奴于1102年废止，但是从十七世纪到十九世纪早期，英国就积极从事暴利的大西洋贩奴运动。在斯堪的纳维亚，奴役在十四世纪中期被废止。东欧奴隶制时间较长。波兰在十五世纪废奴；在立陶宛，奴隶制在1588年正式废止；他们被农奴制取代。在基辅罗斯和莫斯科公国，奴隶常常与农奴类似。

#### 近代
作家大卫·P·福赛思写到：“在1649年，3/4的莫斯科农民，或1300-1400万人是农奴，他们和奴隶的物质生活品质没有什么区别。大约另有150万人是正式奴隶，俄国奴隶服务俄国主人。”奴隶制在俄国是主要制度，直到1723年彼得大帝将奴隶制改为农奴制。农业奴隶制在1679年早些时候正式改为农奴制。俄国超过2300万农奴在1861年解放改革中获得自由。1866年俄国所有的农奴被解放。
在第二次世界大战中（1939–1945）纳粹德国奴役了约1200万人(尤其是猶太人)，包括他们不受欢迎的族群和被占领国的公民。

### 伊斯兰世界
伊斯蘭世界奴隸貿易，是伊斯蘭世界一種傳統貿易，整個伊斯蘭世界都有此活動，於伊斯蘭教創教前已流行，王公、酋長甚至是富裕的自由人都可能擁有大量的奴隸、女奴。在伊斯蘭世界的奴隸與美洲的蓄奴不完全相同，一些伊斯蘭奴隸的身分更接近管家，但男奴隸主要還是作為勞力使用，女奴則用為性奴隸(一部分則作為軍人)。

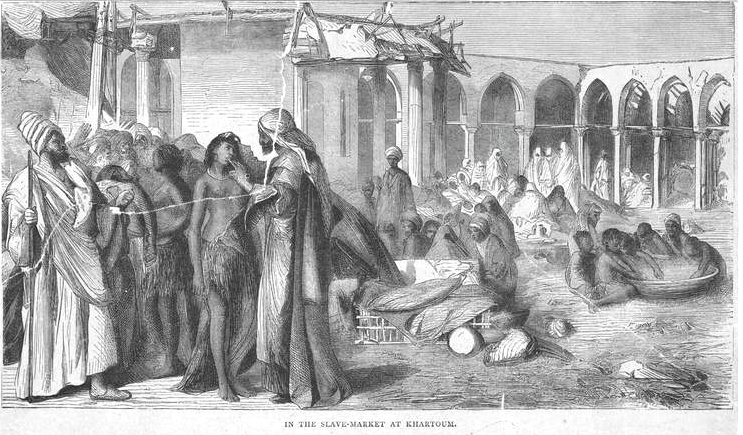
1876年苏丹喀土穆的奴隶市场

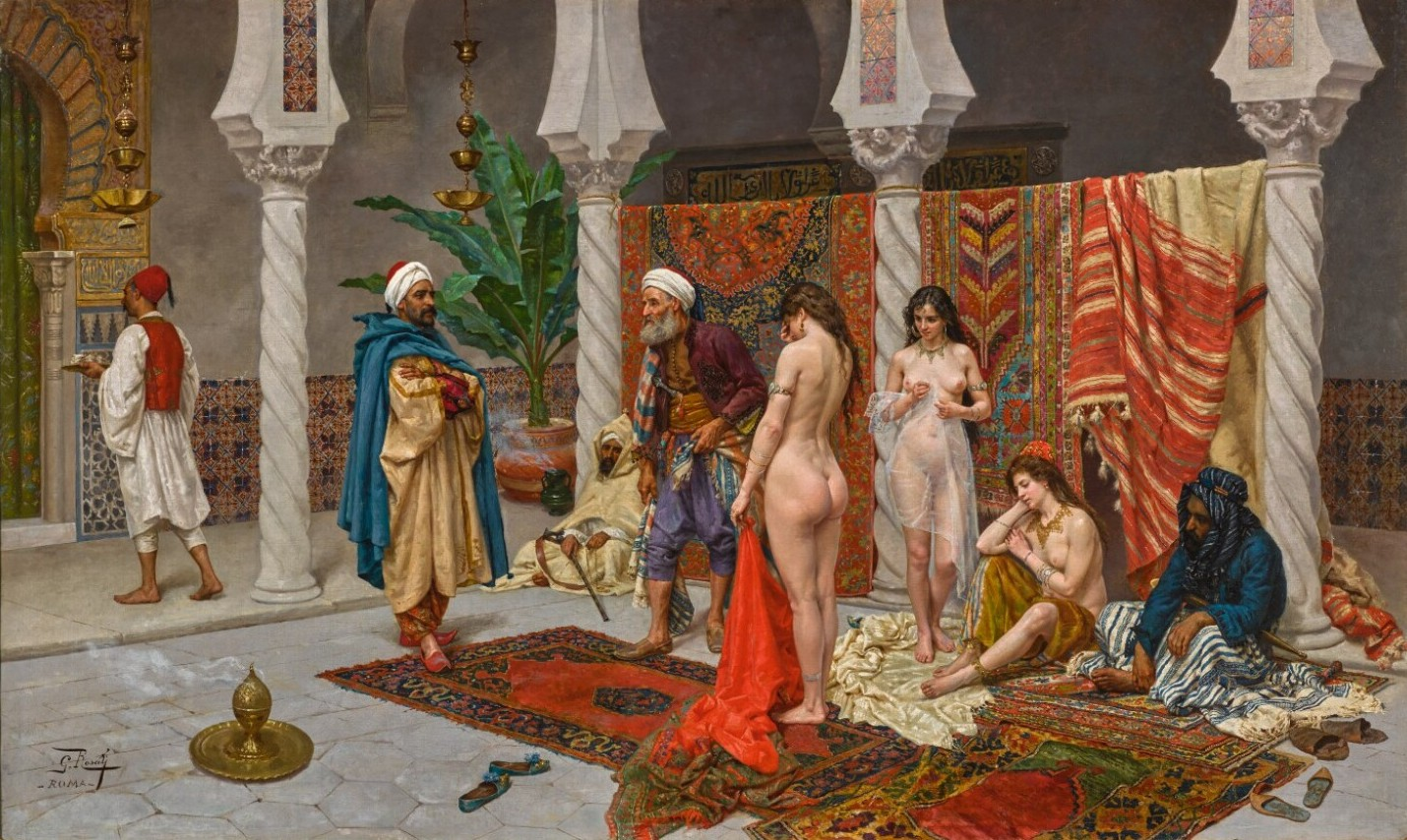
奥斯曼帝国的切尔克斯人性奴正在被接受挑选。

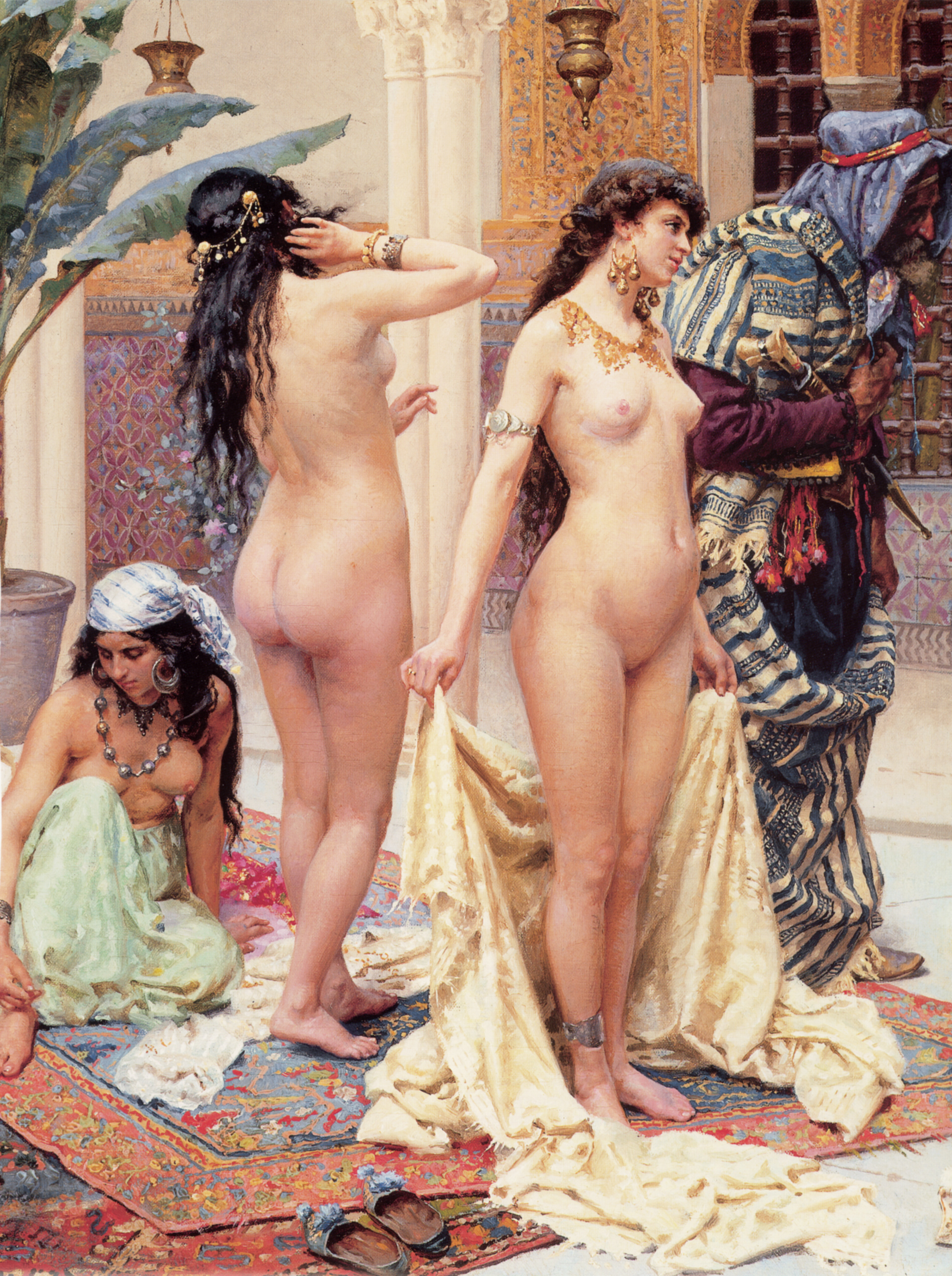
切尔克斯人性奴

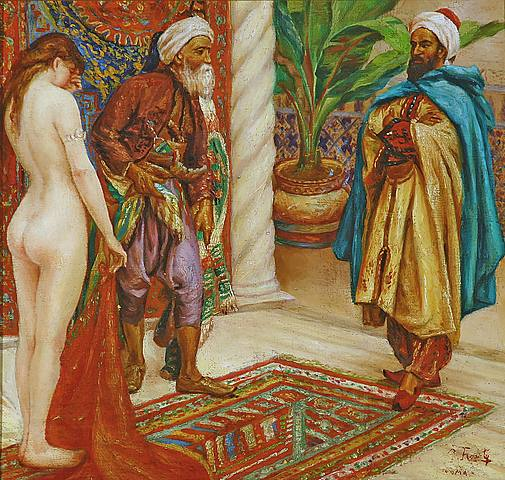
赤身裸体的切尔克斯女子正在被接受挑选。

在古代的阿拉伯，販賣人口並不違法。阿拉伯人曾掠捕或販賣世界上各地區和種族的人口，多為黑人。奴隸的貿易，并非只有黑奴，阿拉伯世界同样亦有白人被卖为奴隸，尤其是斯拉夫人，《天方夜譚》故事中，多次提及白人奴隸。直到1960年代，阿拉伯世界才正式禁止販奴和蓄奴。
早期伊斯兰西苏丹国（今西非），包括加纳（750–1076）、马里（1235–1645）、塞古（1712–1861）和桑海（1275–1591），约有三分之一的人口被奴役。西非馬里的黑人思想家艾哈迈德·巴巴·通布图（Ahmad Baba al-Timbukti）在1615年批評奴隶主义。

### 非洲
在北非阿尔及利亚的首都阿尔及尔，基督徒和欧洲人被抓捕並被贩卖为奴。这最终导致1816年阿尔及尔炮轰战。十九世纪索科托哈里发国近半数人口都是奴隶。在约150年前，斯瓦希里-阿拉伯贩奴贸易达到了巅峰，例如，约20,000名奴隶从马拉维湖畔的恩科塔科塔卖入基尔瓦。马达加斯加半数人口都是奴隶。
根据《非洲历史百科全书》：“十九世纪九十年代时估算，得出世界上奴隶人口最多，约为200万人，主要集中在索科托哈里发国。对奴隶劳工的使用量巨大，特别是在农业中。”埃塞俄比亚在二十世纪三十年代早期建立了废奴社会，当时奴隶约有200万人，总人口约有800-1600万人。
1824年，休·克莱普腾认为卡诺一半的人口都是奴隶。W. A. 范荷文写道：“德国医生 古斯塔夫·纳赫蒂加尔是目击证人，所有到达市场的奴隶，3/4死在路上 ... 约翰·斯科特·基泰尔(《非洲分区》，伦敦，1920)相信阿拉伯送往海边的奴隶中，每送一名奴隶，就有六名死在路上或是死于扫荡。戴维·利文斯通将数据推高到10:1。”
最著名的奴隶贩子之一是东津芝(班图)海岸的提图·提普，他是一名奴隶的孙子。prazeros 是沿赞比西河的奴隶贩子。赞比西河以北是瓦窑人和马夸人，他们也以贩奴为业。再往北就是尼亚姆韦齐奴隶贩子。

### 美洲

#### 美國

1789年美国独立至1861年南北战争爆发之间各个时期蓄奴州、自由州、蓄奴地区和自由地区以及其他地区（当时尚不属于美国）的分划地图

蓄奴州是指美國內戰前认为奴隸制度合法的州份，相對的自由州是指禁止輸入奴隸或隨時間逐漸消除奴隸制度的州份。
奴隸制度問題是美國內戰爆發的原因之一，隨後於1865年亦根據美國憲法第十三修正案而廢止。
背景
在整个17世纪、18世纪以至19世纪的部份時間裡，奴隸制度在美國東北部及中部大西洋地區中是合法的。
在美國內戰前一至兩個世代的時間裡，絕大部份的奴隸已根據一系列的法令得到了解放。
美國的西北領地是美國第一個完全摒棄奴隸制度的地区，在美國憲法通過前不久（1787年）通過的西北條例，規定西北領地禁止蓄奴及宗教歧視。
其后在这个地区成立的州份，俄亥俄州、印第安那州、伊利諾州、密西根州、威斯康辛州和明尼蘇達州中，定居的居民大多是新英格蘭人和美国独立战争的退役老兵。
这些州份由於在成立前的西北領地时期就已經完全地解放奴隸，加上流向西南的俄亥俄河将西北領地與南部地區分隔开来——这也导致奴隸制度向西部擴展——使得和“蓄奴州”对立的“自由州”的概念发展出来。
这些州份的農村曾一度和东北部以商业为主的州份形成“东西对立”（the East-West rivalry）的关系，但随着东北部诸州逐渐废除奴隶制度，在此方面的共同态度使得它们渐渐联合起来，成立了禁止奴隶制度的联盟，形成了南北战争时期的自由州。
更为具体地，1850年代的堪萨斯内战中，反对蓄奴的居民被称为“自由战士”（the Free-Soilers），因为他们为了将堪萨斯州合并到自由州组成的联邦（Union，即其后的美利坚合众国）中而奋斗。

## 现代国家
雖然現代世界各國的刑法普遍有「使人為奴隸罪」或類似的條文，然而国际劳工组织2005年5月发表的一份报告（页面存档备份，存于）显示，世界上仍有超过1230万人生活在奴隶狀況下。其形式大略有：
- 奴民

獨裁政權下人權受政府剝奪限制的人民，即在傳統的自由主義對其敵意的國家妖魔化政治宣傳的一部分。
- 奴工

被雇主強迫過勞工作或勞薪不對等的勞工，相似者有契约劳工或血汗工廠跟社畜等術語。
- 性奴隸

被長期強迫做非自願性行為。BDSM中則是要求雙方皆有意願奴役與被奴役。
- 妨害自由罪及身心虐待的嚴重情形。
- 囚犯和俘虜，即現代人認為是合法合理的類似奴隸身分。

## 廢奴主義
在人類歷史中一直存在著各種的奴隶制度，在各時代中也有許多廢除奴隶制度或是釋放奴隶的運動。
希臘的斯多亞學派主張人類之間的情誼，及所有人類都是平等的，批評奴隶制度違反了自然律。中國的王莽在西元九年短暫的禁止奴隶買賣，但未禁止奴隶制度。1590年時丰臣秀吉也在日本禁止奴隶制度。

## 经济
经济学家试图用模型来解释奴隶制的出现与消失及其变体（如农奴制）。一个现象是当地主拥有大量土地但缺乏劳工时，如租金不高、工人要求高工资，奴隶制就变得十分诱人。现象反之亦然，地主必须聘請民兵，花大钱看守奴隶(提供衣食住)，还不如低價聘請苦不堪言的自由廉价工人。因此，当人口增长时，奴隶制和农奴制在欧洲开始消失，而在土地丰富的美国和俄国却死灰复燃。在著作《十字架上的时间》和《缺少认同与协约：美国奴隶制度的兴衰》中，罗伯特·福格尔认为奴隶制是一种有利可图的生产方式，特别是当大种植园生产的棉花在世界市场上颇受青睐时尤是。这使得南方的平均收入高于北方，但是大多数钱被花在购买奴隶和种植园上。
当劳动相对简单时奴隶制就更加盛行，因为督工简单，特别是大尺度种植简单作物时尤其如此。当任务复杂，检验业绩优劣更加困难时成本就变得更高。因此，奴隶制在大尺度生产作物时，如生产糖和棉花等，就更加富有效率。
劳动密集型生产使得班组劳动制在大型种植园上颇为盛行，劳工在类似工厂的环境下受到监视。每个班组成员的分工都是内部的、并不明确，他们只需模仿别人就可以劳动。劳工为棉花除草、并拔去多余的幼苗。随后的劳工开始翻土、松土。因此，班组劳动制和之后的早期工厂流水线十分类似。
十八世纪的批评家认为奴隶制度会阻碍技术进步，因为所有要做的就是增加奴隶数量，而不是提升劳工的效率。因此，技术知识、希腊和随后的罗马学术不会得到应用，不会用来减轻劳动强度或是增加产量。
亚当·斯密也做出类似的论断，认为自由劳工在经济上优于奴隶，并论道欧洲在中世纪时就废弃了奴隶制；但是当政教分离后，独立而强大的机构使得自由、民主或共和政府难以废除奴隶制，因为很多議員或政治家是奴隶主，他们是不会自打耳光的，因此中央集权的政府，例如有国王或祭司做中央政府领袖时，奴隶反倒更容易获得自由。a
奥古斯特·孔德也做出了类似的论断，特别是在亚当·斯密的分权制上，或孔德的中世纪“精神与世俗的分离”与奴隶制的结束，以及斯密对过去和现在的奴隶主的批评。斯密在法律体系讲座上所说：“当国王要释放奴隶时，祭司同时也拥有着强大权力。但国王和祭司必须同时拥有强大权力。只要其中一方权力不足，奴隶制就会继续下去。”
奴隶制依然是可观的投资项目，因为奴隶主只需要负担食宿和督工。这比为自由劳工付工资要便宜，因为自由劳工挣得比食宿多，此时奴隶的经济效益要高。当食宿和督工成本高于支付工资时，蓄奴就不再有利可图了，奴隶主此时干脆释放奴隶便可以降低生产成本。这样一来，奴隶制在督工成本低而工资成本高的经济环境中十分具有竞争力，相反则缺乏竞争力。
自由劳工在废奴后会挣到补偿性工资差异，即多劳多得。然而，此时的食宿和督工成本并不会随之提高；因此，蓄奴的成本不会因劳动艰苦而相应提高。所以，在艰苦的劳动产业上蓄奴比一般劳动上蓄奴更加诱人。由于劳动是否艰苦取决于具体产业而非外部性因素，而且奴隶并非由奴隶主生产，因此这种内部性导致奴隶制在艰苦的地区和产业中常常出现滥用。

## 图片

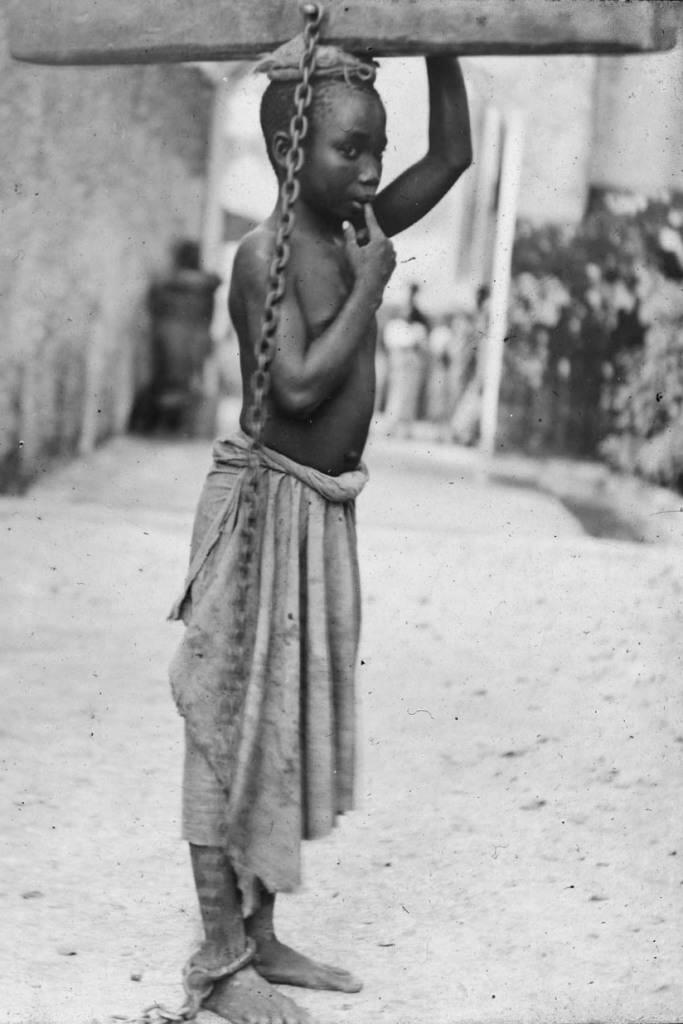
桑給巴爾黑奴儿童。受到阿拉伯主人的毒打。c. 1890.
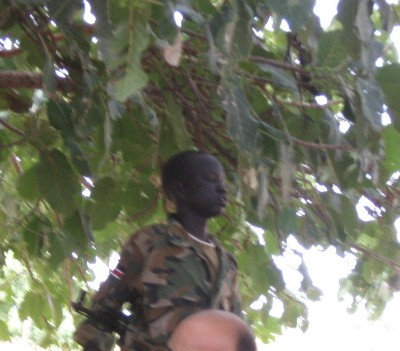
苏丹人民解放军的童兵(2007)
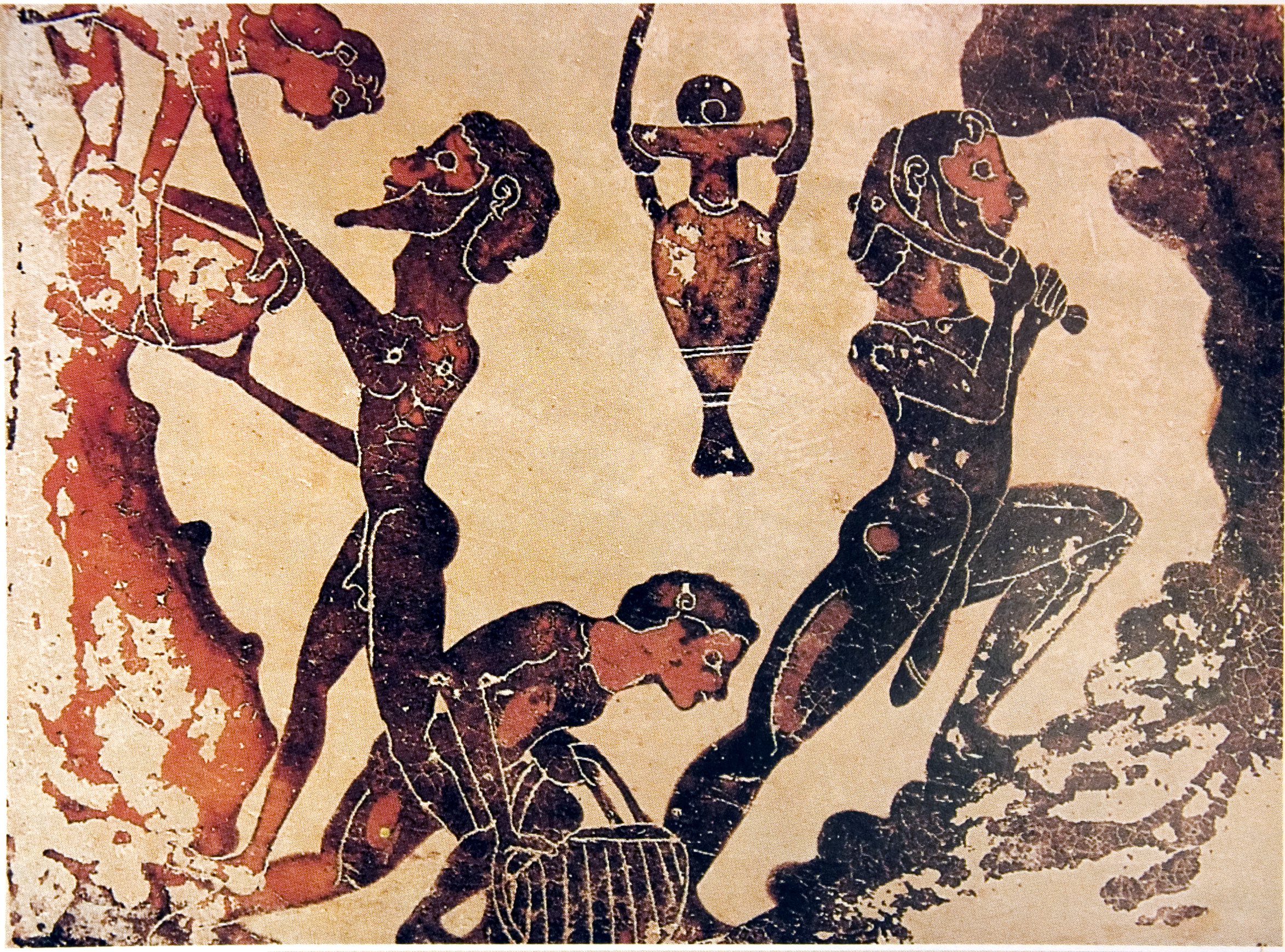
奴隶采矿。古希腊
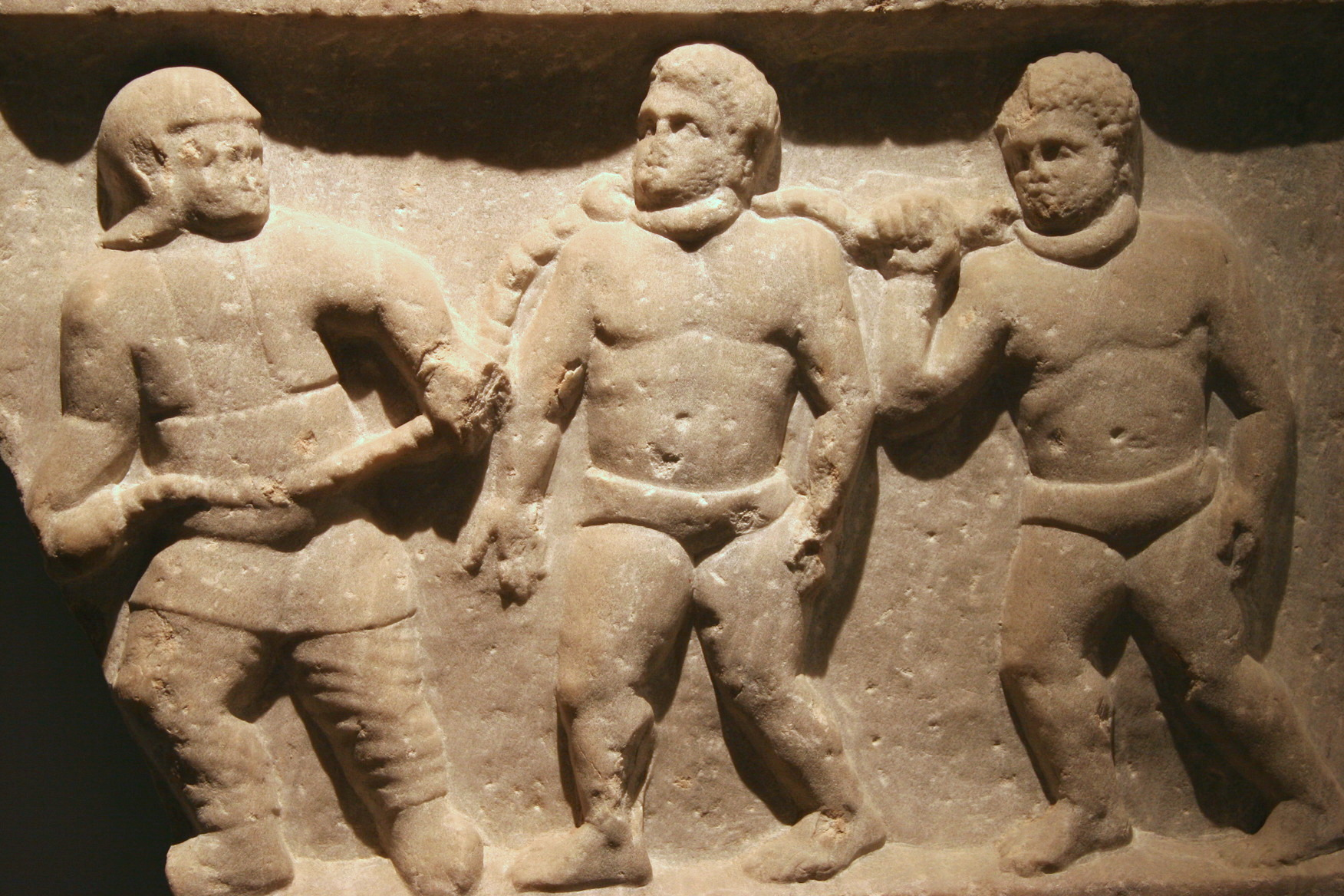
囚禁中的奴隶，士麦那，200 AD
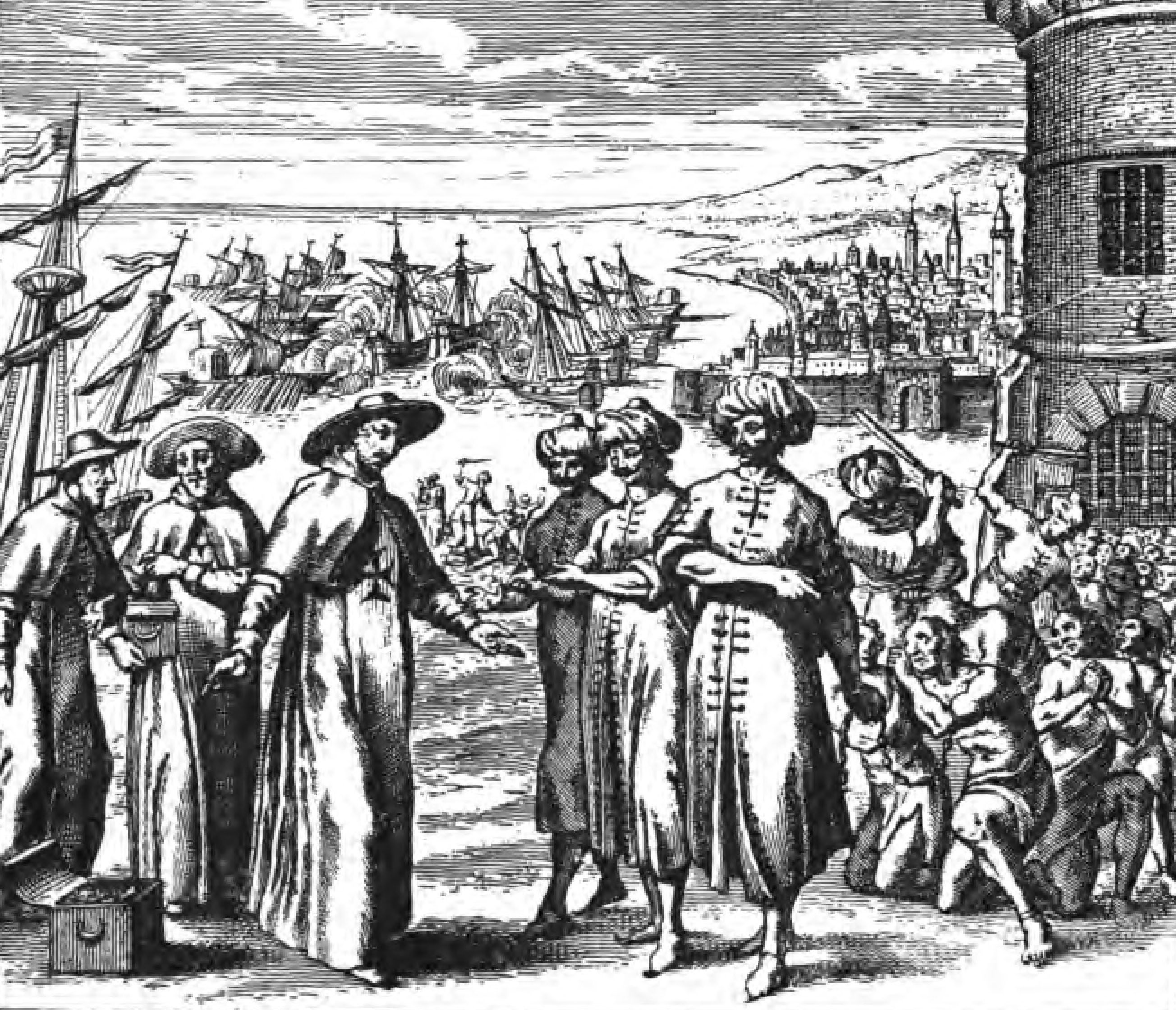
从穆斯林手中赎回基督徒奴隶(1637)
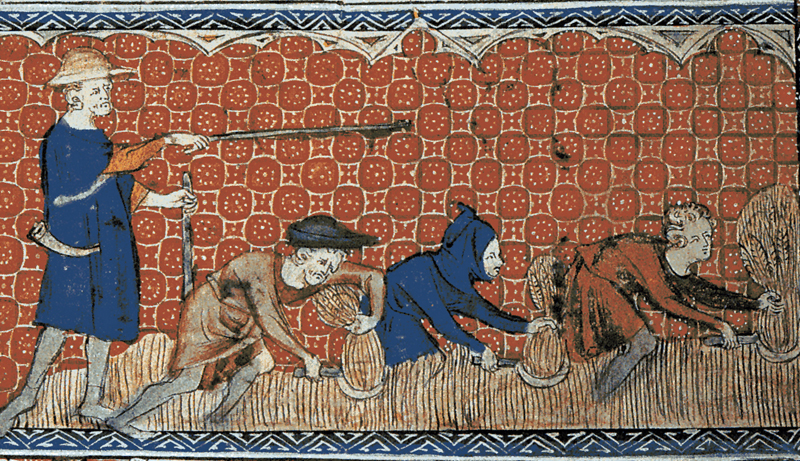
封建英国的农役租佃 ca. 1310
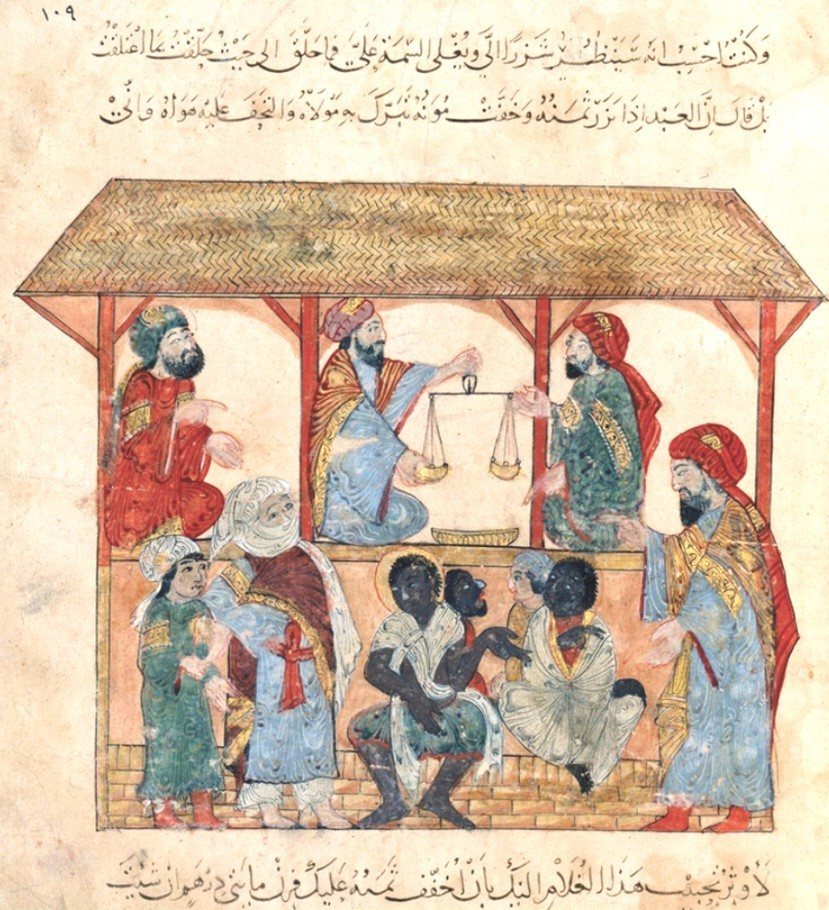
十三世纪的也门奴隶市场。也门在1962年正式宣布废奴
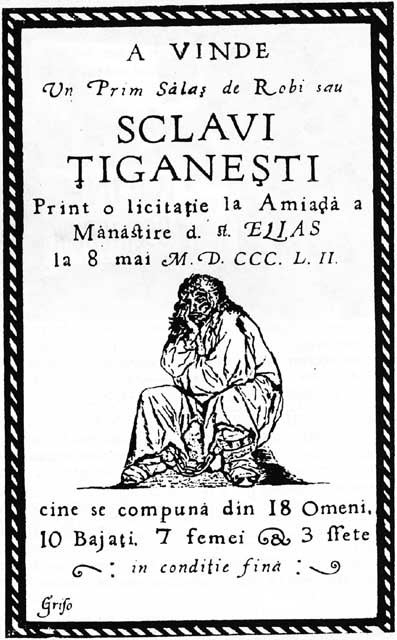
1852年瓦拉吉亚所贴的贩奴海报，布加勒斯特
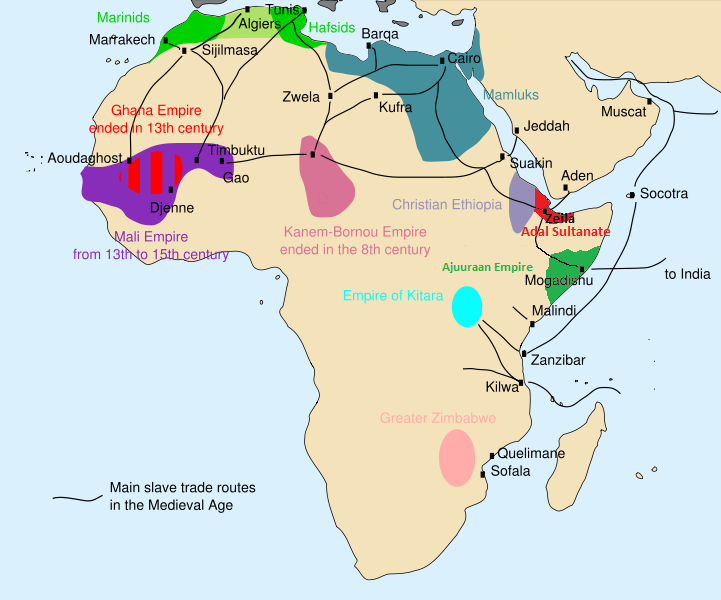
中世纪非洲贩奴主要通路
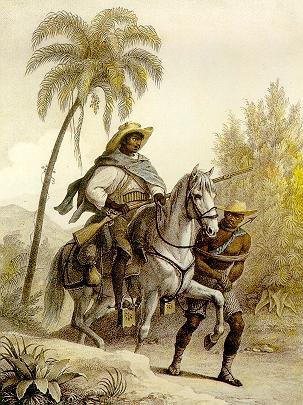
巴西奴隶贩子，1823，约翰·莫里茨·鲁根达斯
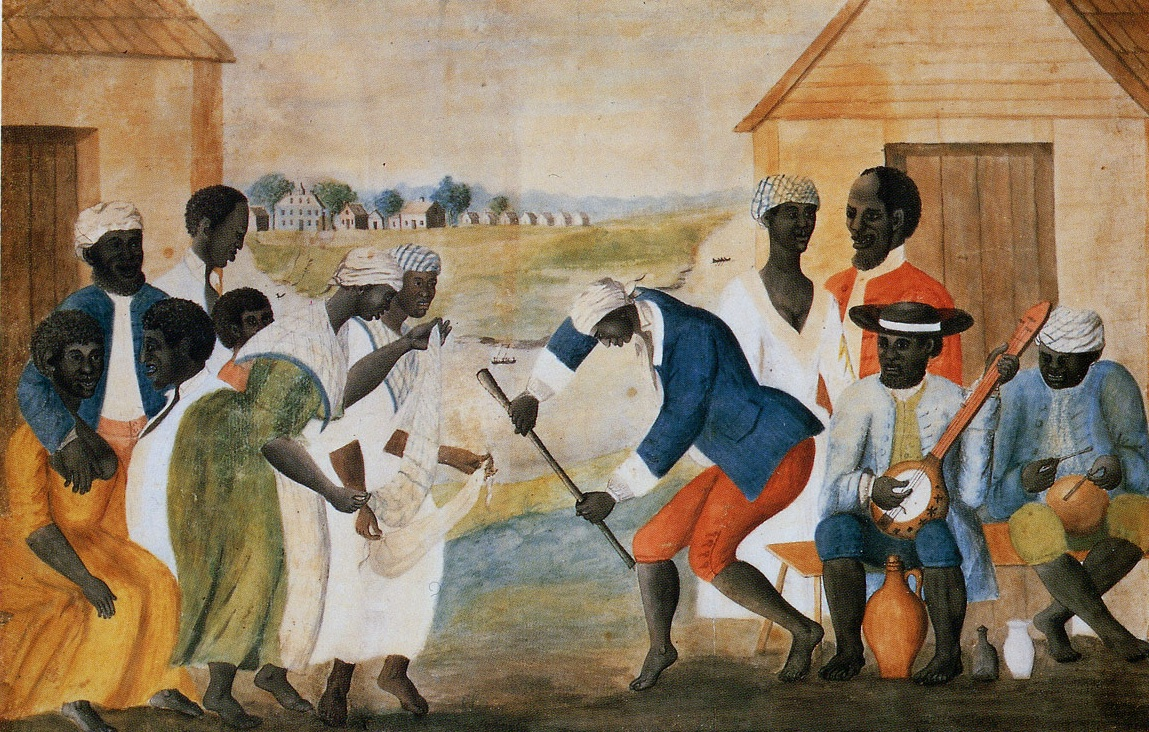
弗吉尼亚种植园的奴隶，c. 1790
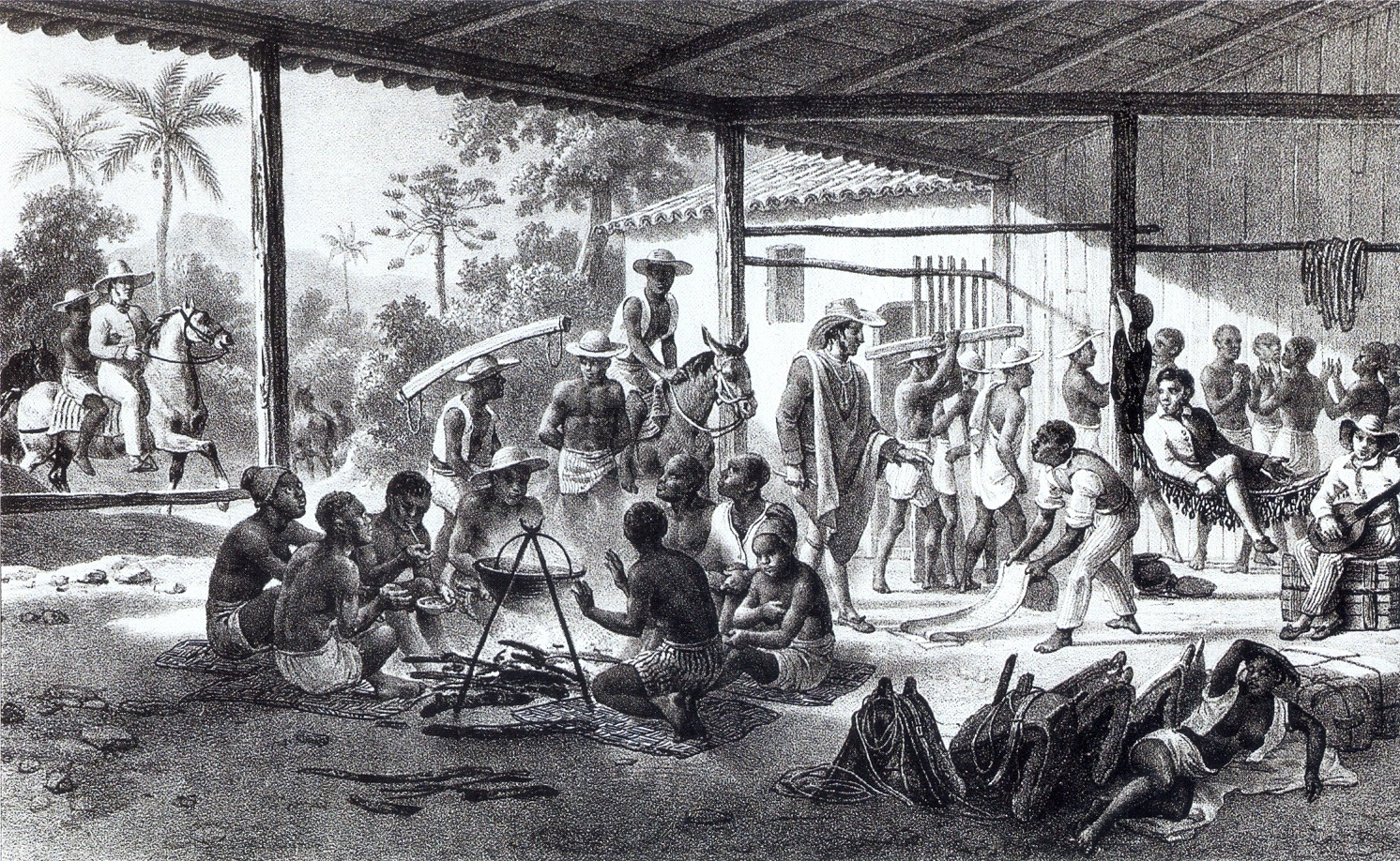
巴西那里买来的奴隶，正送往种植园路上 c. 1830
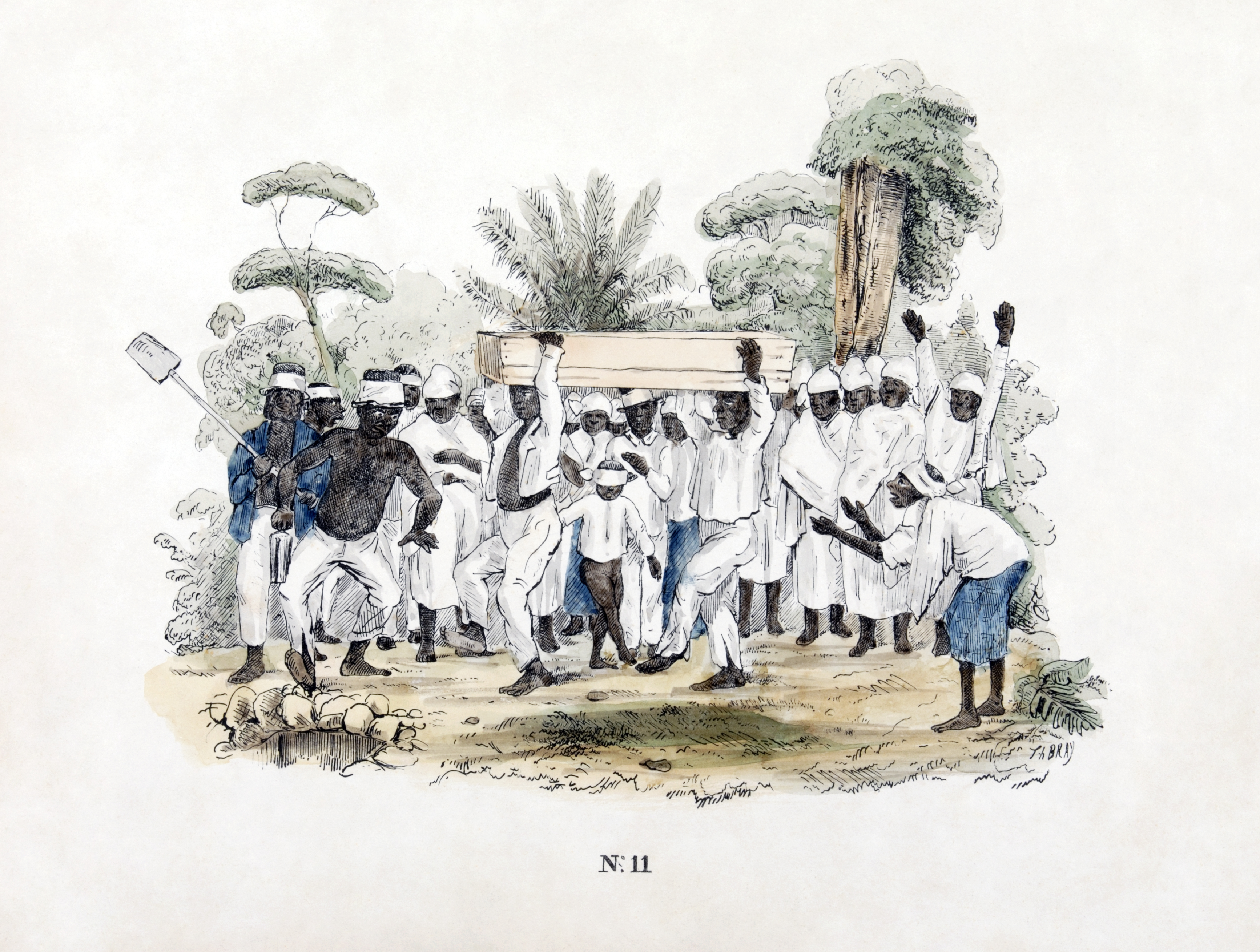
蓄奴种植园的葬礼，苏里南。平版印刷circa 1840–1850，数字复原
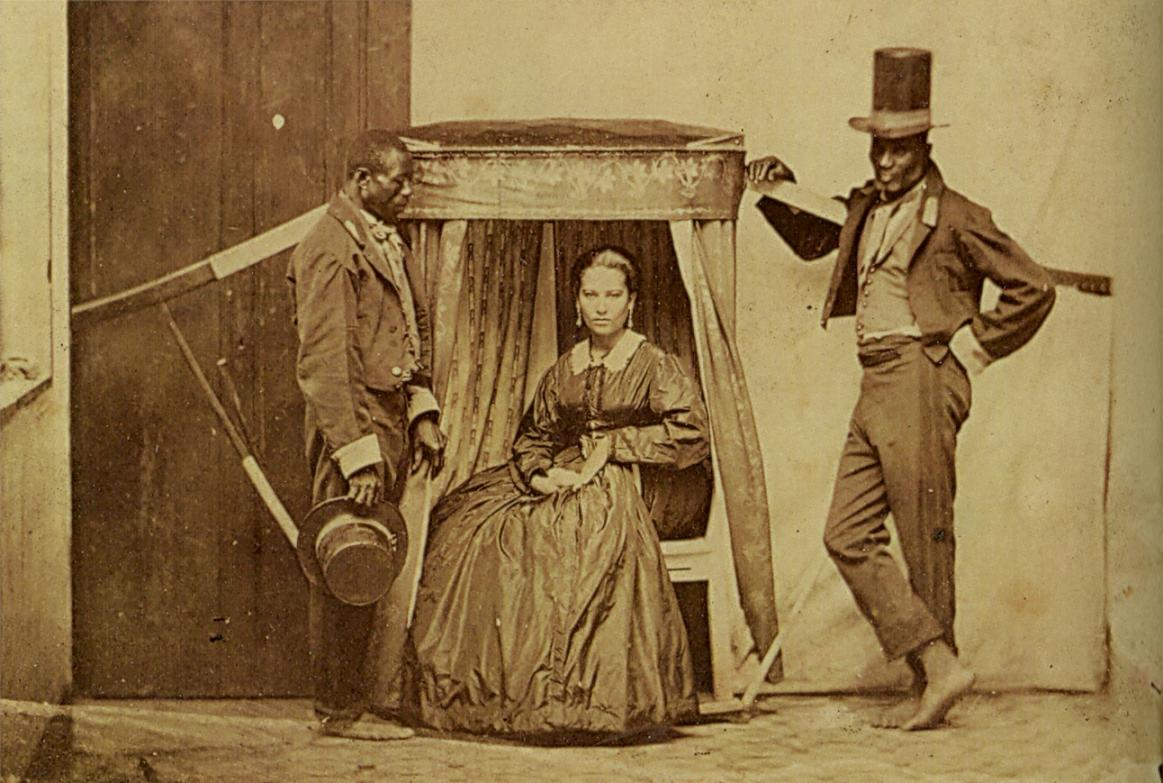
被奴隶抬着的贵妇，巴西圣保罗， ca.1860
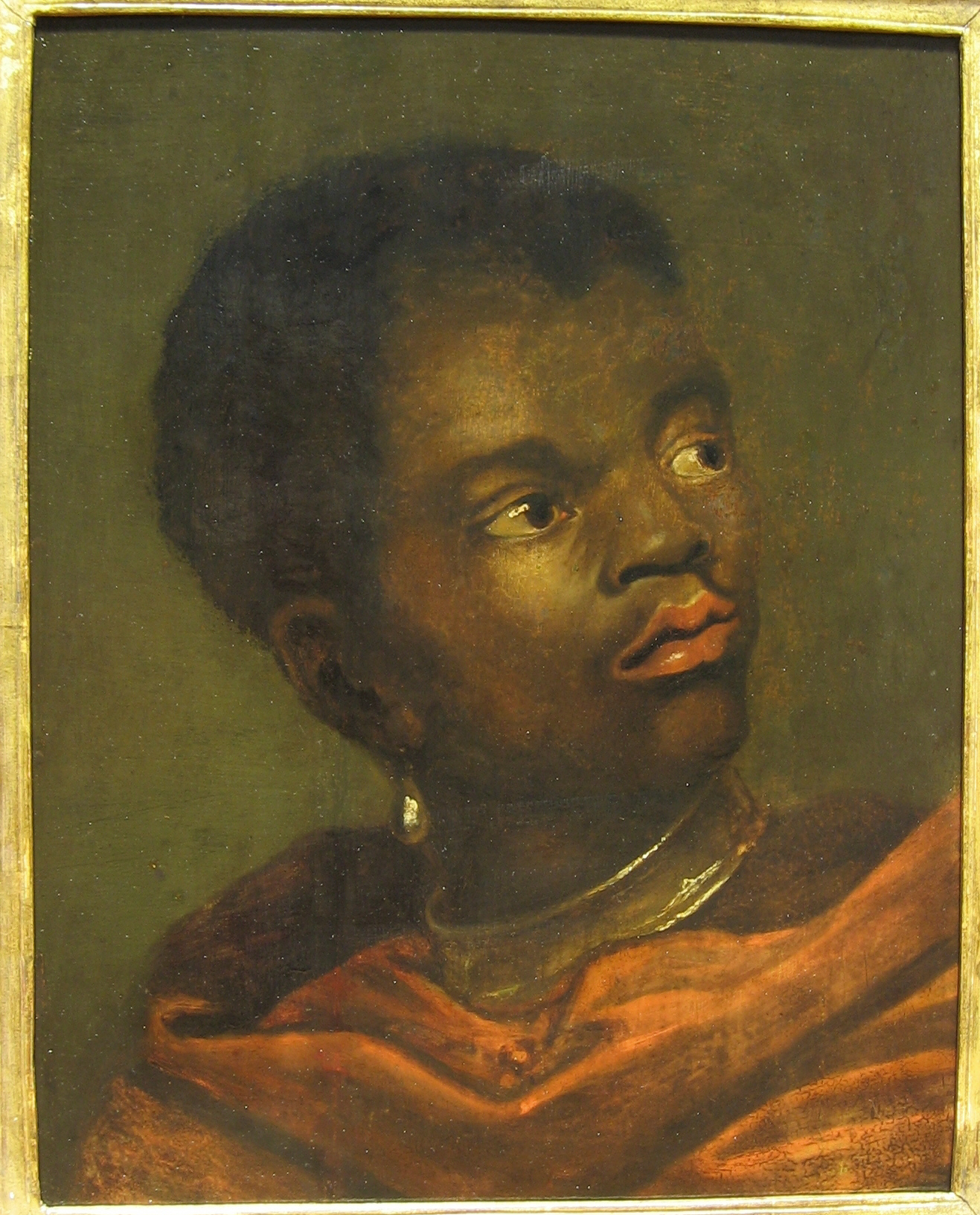
穿着奴隶衣着的听差男孩，十七世纪荷兰
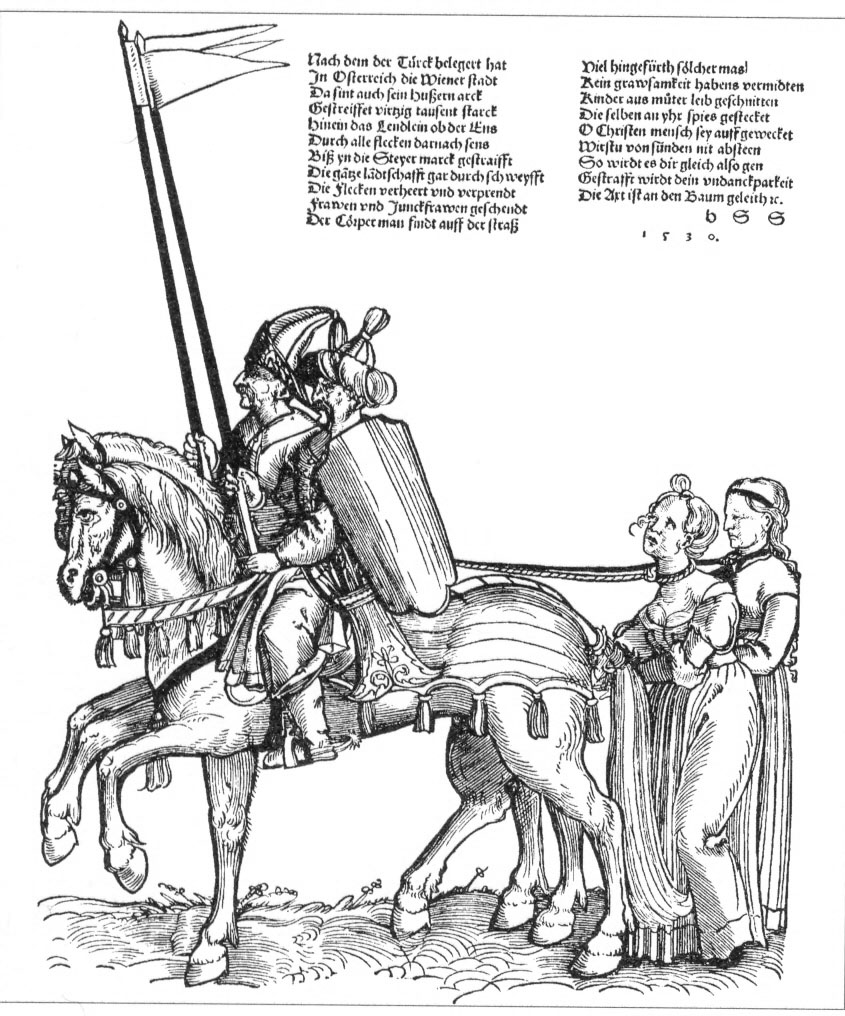
欧洲奥托曼战争，将许多基督徒送入穆斯林地区做奴隶
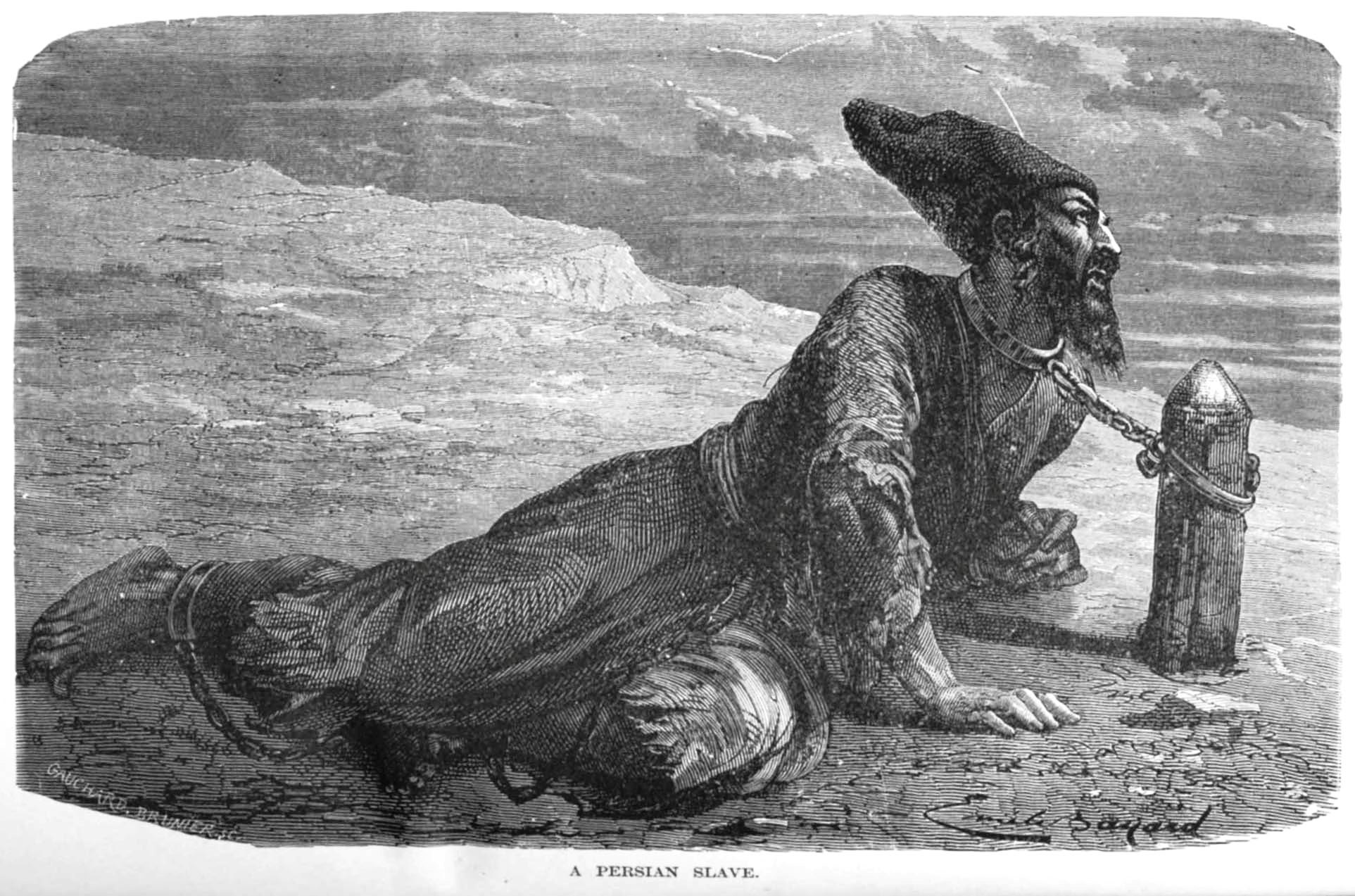
希瓦可汗国的波斯奴隶，十九世纪
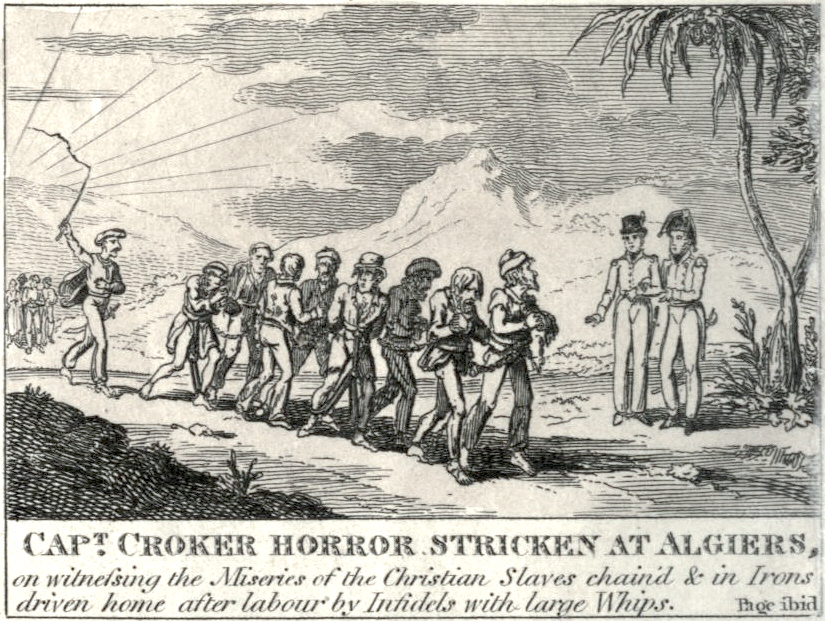
英国军官目睹阿尔及利亚基督徒奴隶惨状，1815
油画：奴隶市场（Jean-Léon Gérôme 绘）
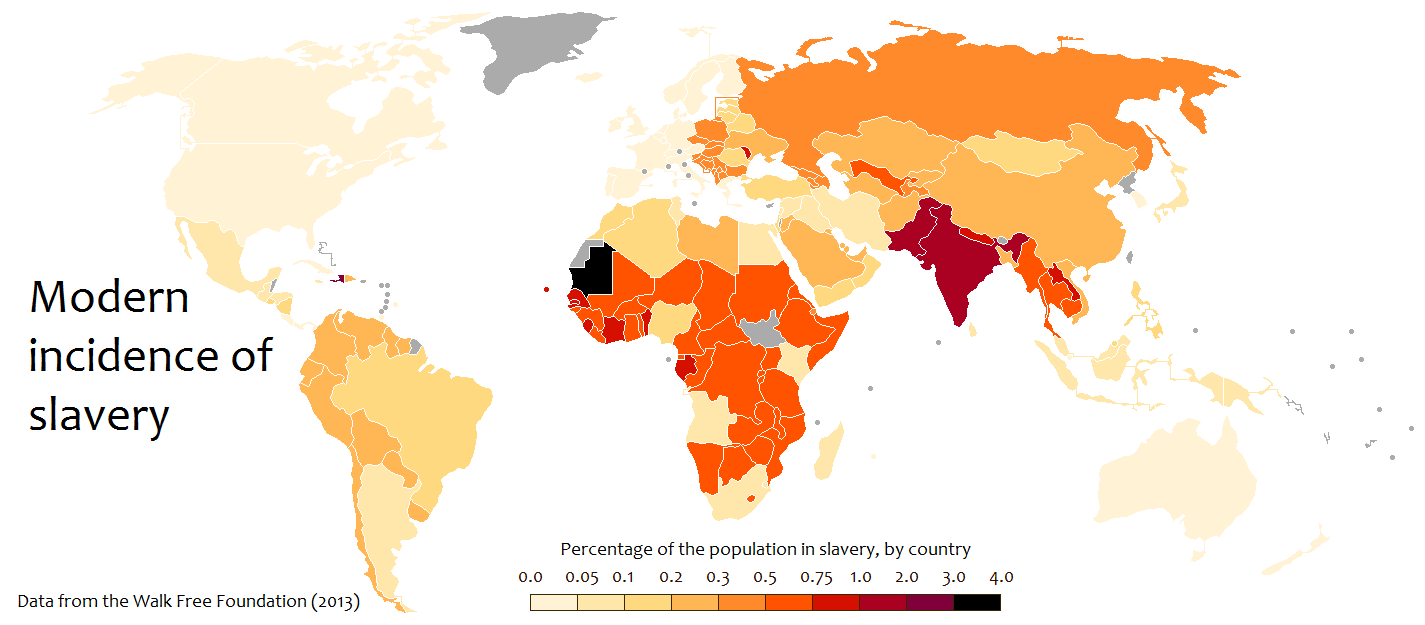
现代奴役，依国别按人口比例。由自由行基金估算，数据可能偏高
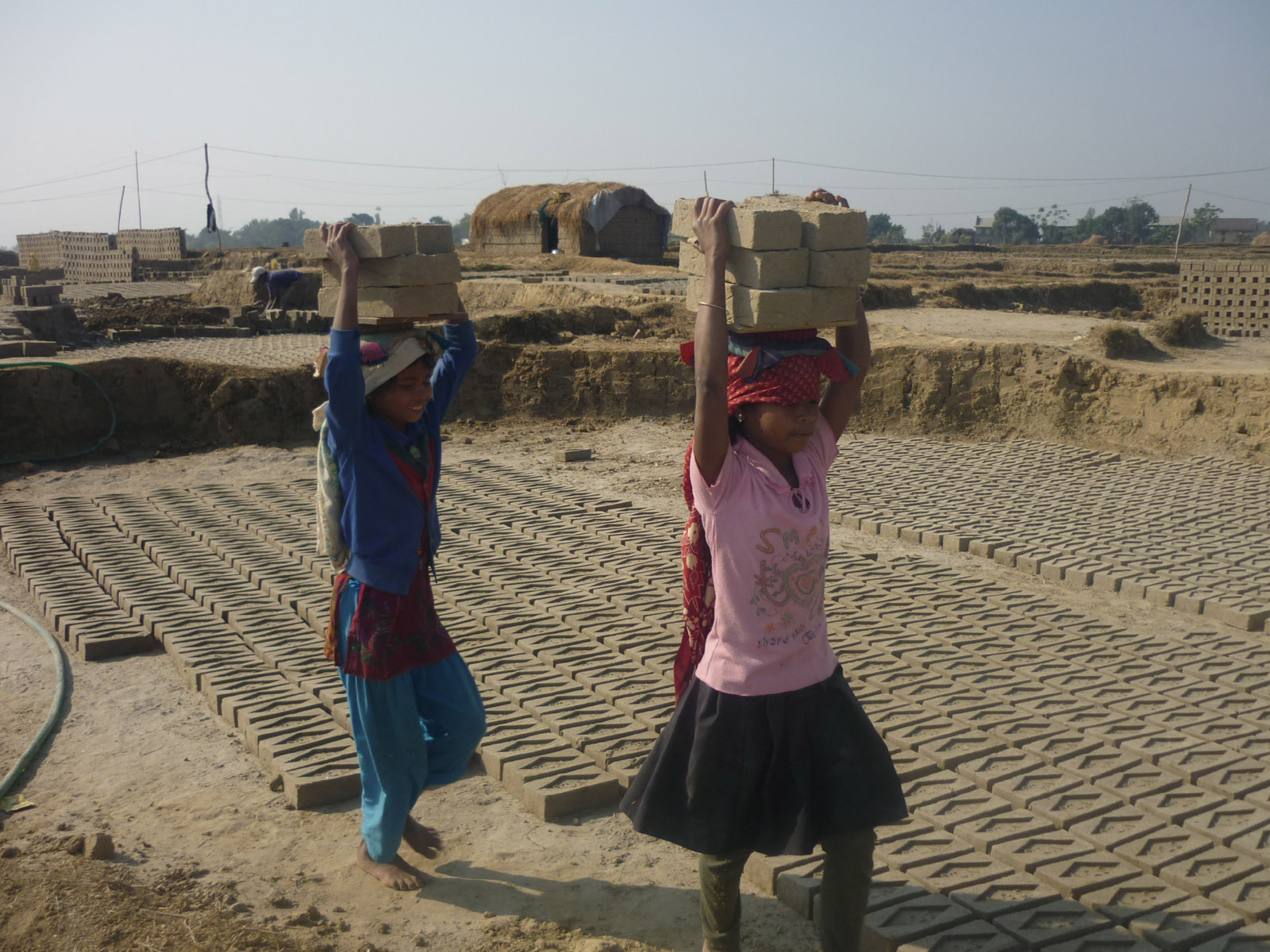
数以千计的亚洲债奴，特别是在印度大陆上。
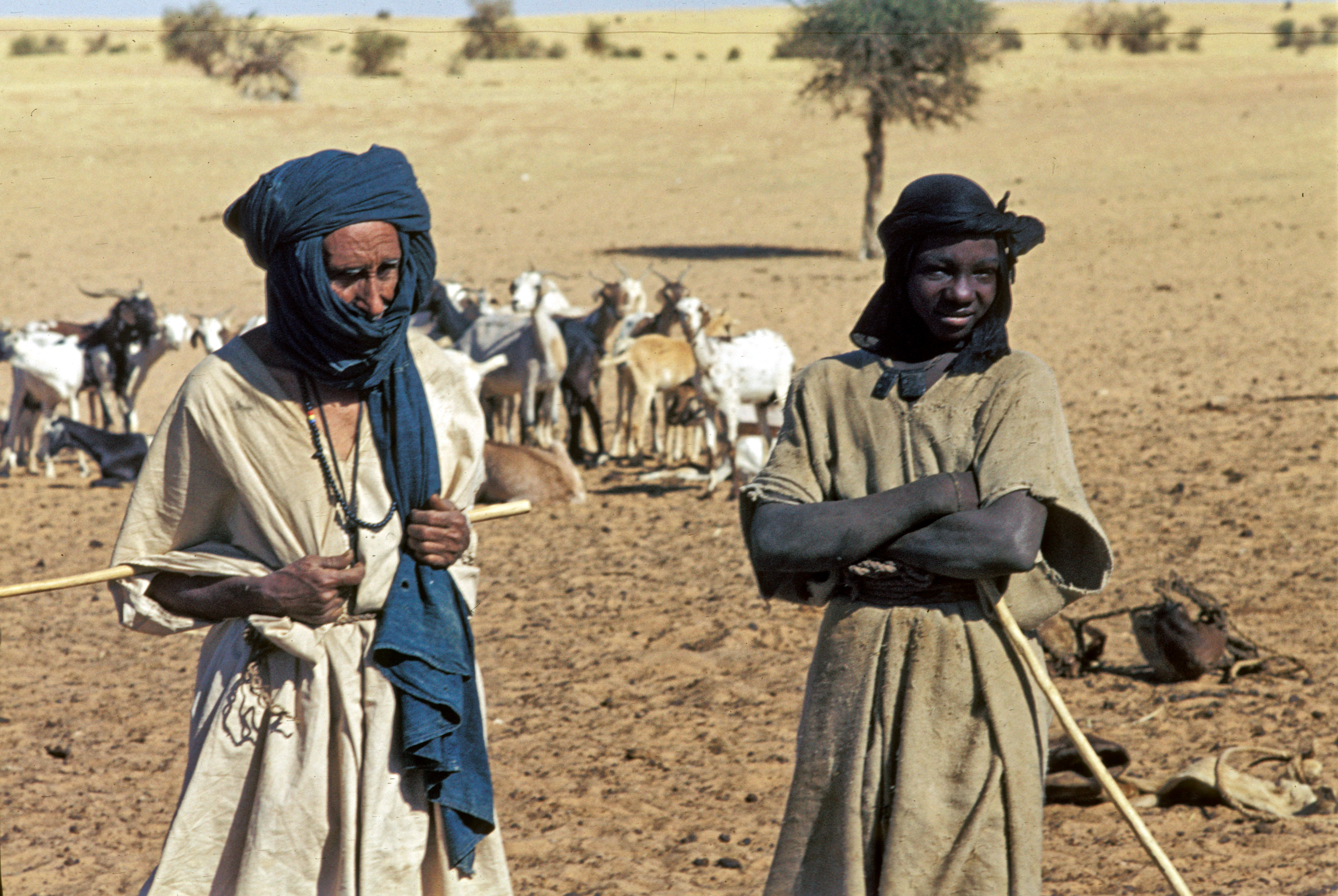
图阿雷格部族传统上是封建文化，有贵族、诸侯、和深肤色的奴隶。
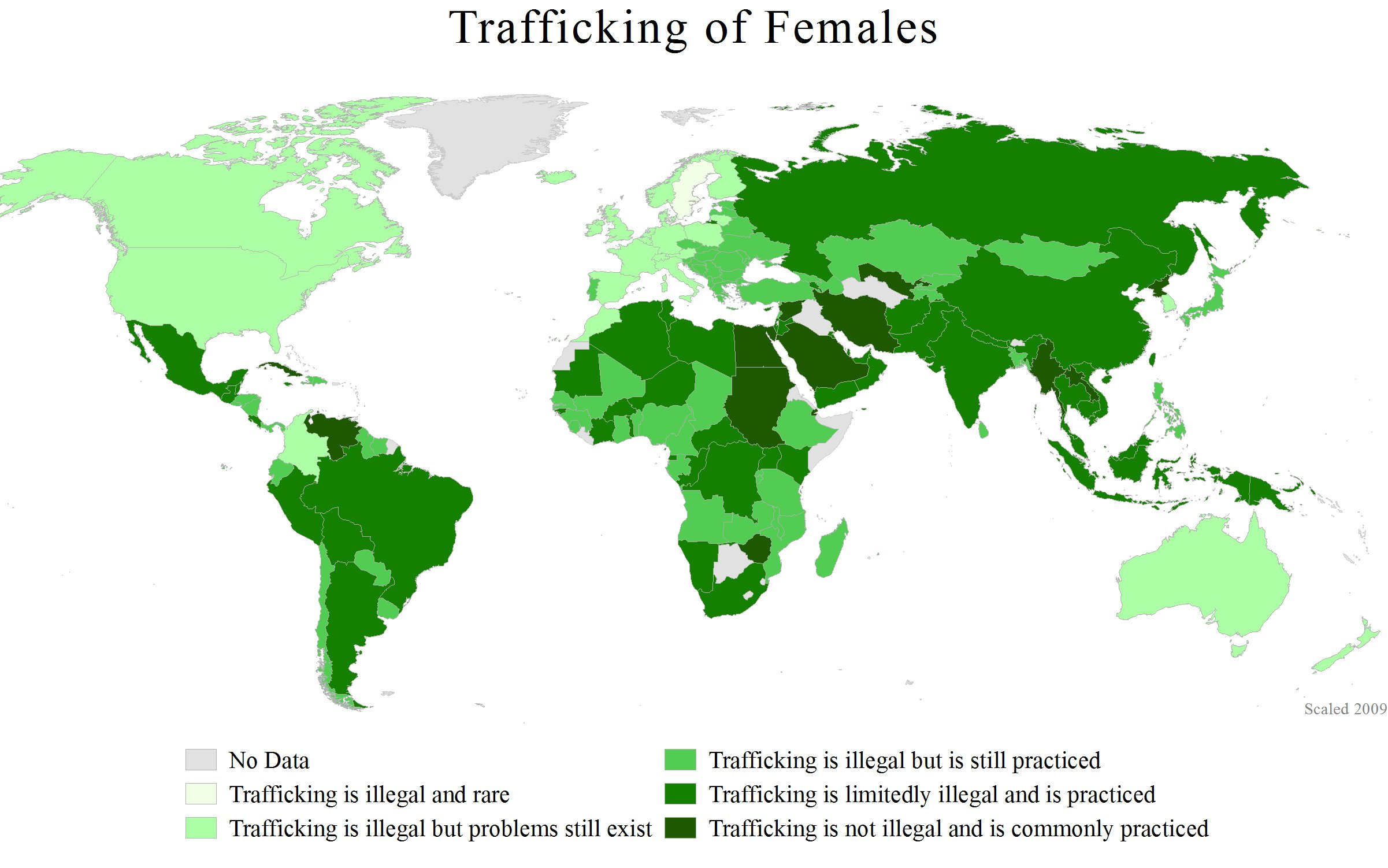
拐卖妇女的全球示意图
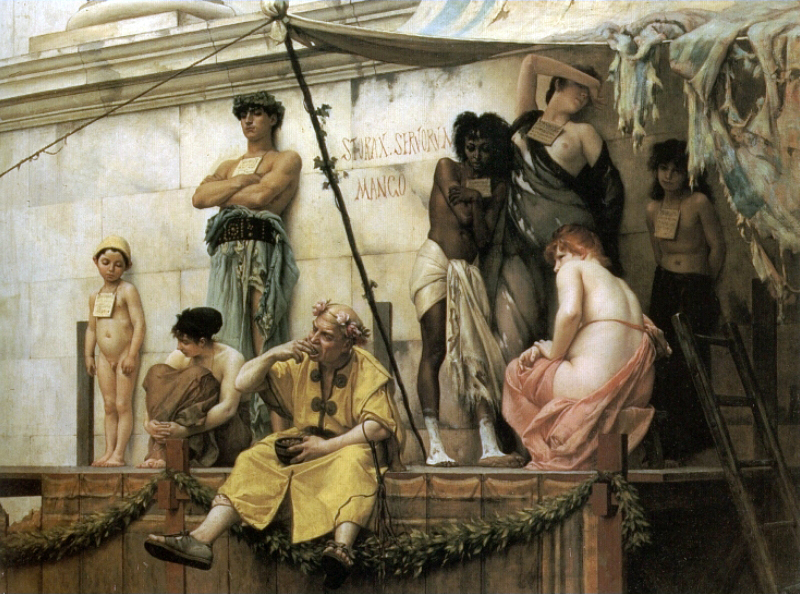
古斯塔夫·布朗热的《奴隶市场》
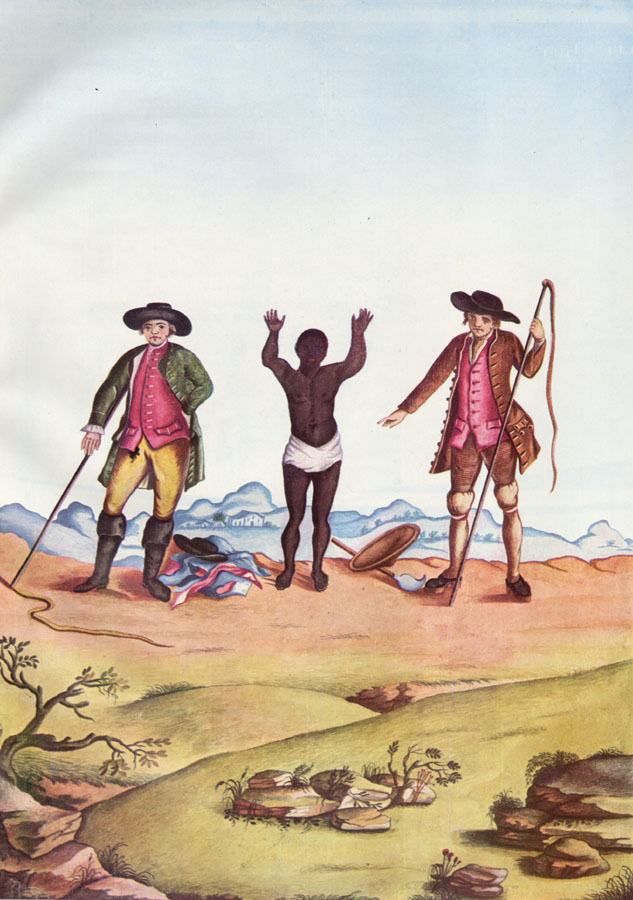
巴西被鞭打的奴隶，米纳斯吉拉斯淘金热盛世时期(1770)
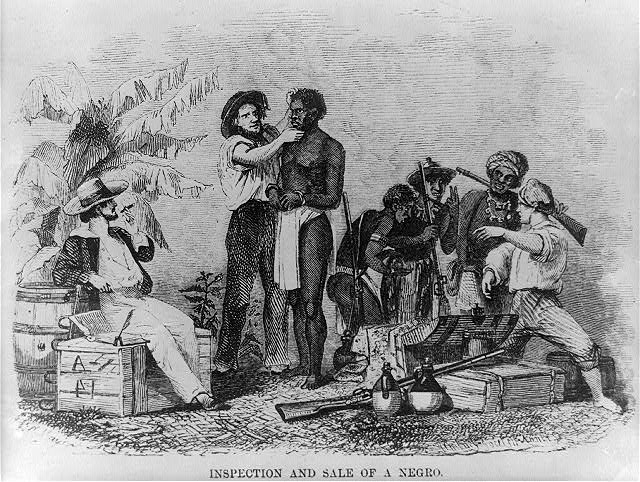
贩卖奴隶检查

## 拓展阅读

### 调查与引述
- Bales, Kevin, Disposable People: New Slavery in the Global Economy (1999)
- Campbell, Gwyn, Suzanne Miers, and Joseph C. Miller, eds. Women and Slavery. Volume 1: Africa, the Indian Ocean World, and the Medieval Atlantic; Women and Slavery. Volume 2: The Modern Atlantic (2007)
- Davies, Stephen. . Hamowy, Ronald  (编). . Thousand Oaks, CA: SAGE; Cato Institute: 464–9. 2008. ISBN 978-1-4129-6580-4. LCCN 2008009151. OCLC 750831024. （原始内容存档于2015-09-05）.
- Davis, David Brion. The Problem of Slavery in the Age of Revolution, 1770-1823 (1999)
- Davis, David Brion. The Problem of Slavery in Western Culture (1988)
- Drescher, Seymour. Abolition: A History of Slavery and Antislavery (2009) highly regarded history of slavery and its abolition, worldwide
- Finkelman, Paul, ed. Encyclopedia of Slavery (1999)
- Gordon, M. Slavery in the Arab World (1989)
- Greene, Jacqueline. Slavery in Ancient Egypt and Mesopotamia, (2001), ISBN 978-0-531-16538-6
- Joseph, Celucien L. Race, Religion, and The Haitian Revolution: Essays on Faith, Freedom, and Decolonization (CreateSpace Independent Publishing Platform, 2012)
- Joseph, Celucien L. From Toussaint to Price-Mars: Rhetoric, Race, and Religion in Haitian Thought (CreateSpace Independent Publishing Platform, 2013)
- Lal, K. S. Muslim Slave System in Medieval India (1994) ISBN 978-81-85689-67-8
- Miers, Suzanne, and Igor Kopytoff, eds. Slavery In Africa: Historical & Anthropological Perspectives (1979)
- Morgan, Kenneth. Slavery and the British Empire: From Africa to America (2008)
- Postma, Johannes. The Atlantic Slave Trade, (2003)
- Rodriguez, Junius P., ed., The Historical Encyclopedia of World Slavery (1997)
- Rodriguez, Junius P., ed. Slavery in the United States: A Social, Political, and Historical Encyclopedia (2007)
- Shell, Robert Carl-Heinz Children Of Bondage: A Social History Of The Slave Society At The Cape Of Good Hope, 1652–1813 (1994)
- Westermann, William Linn  The Slave Systems of Greek and Roman Antiquity (1955), ISBN 978-0-87169-040-1

Uncited sources
- Hogendorn, Jan and Johnson Marion: The Shell Money of the Slave Trade. African Studies Series 49, Cambridge University Press, Cambridge, 1986.
- The Slavery Reader, ed. by Rigas Doganis, Gad Heuman, James Walvin, Routledge 2003

United States
- Berlin, Ira. Many Thousands Gone: The First Two Centuries of Slavery in North America (1999), most important recent survey
- Blackmon, Douglas A. Slavery by Another Name: The Re-Enslavement of Black Americans from the Civil War to World War II Doubleday (March 23, 2008), ISBN 978-0-385-50625-0 ISBN 978-0-385-50625-0
- Boles, John. Black Southerners: 1619–1869 (1983) brief survey
- Engerman, Stanley L. Terms of Labor: Slavery, Serfdom, and Free Labor (1999)（页面存档备份，存于）
- Genovese Eugene D. Roll, Jordan Roll (1974), classic study
  - Richard H. King, "Marxism and the Slave South", American Quarterly 29 (1977), 117–31, a critique of Genovese
- Escott, Paul D. "Remembering Slavery: African Americans Talk about Their Personal Experiences of Slavery and Freedom" Journal of Southern History, Vol. 67, 2001（页面存档备份，存于）
- Mintz, S. Slavery Facts & Myths, Digital History
- Parish, Peter J. Slavery: History and Historians (1989)（页面存档备份，存于）
- Phillips, Ulrich B. American Negro Slavery: A Survey of the Supply, Employment and Control of Negro Labor as Determined by the Plantation Regime (1918; paperback reprint 1966), southern white perspective
- Phillips, Ulrich B. Life and Labor in the Old South (1929)
- Sellers, James B. Slavery in Alabama (1950).
- Sydnor, Charles S. Slavery in Mississippi (1933)
- Stamp, Kenneth M. The Peculiar Institution: Slavery in the Ante-Bellum South (1956), a rebuttal of U B Philipps
- Trenchard, David. . Hamowy, Ronald  (编). . Thousand Oaks, CA: SAGE; Cato Institute: 469–70. 2008. ISBN 978-1-4129-6580-4. LCCN 2008009151. OCLC 750831024. （原始内容存档于2015-09-05）.
- Vorenberg, Michael. Final Freedom: The Civil War, the Abolition of Slavery, and the Thirteenth Amendment (2001)（页面存档备份，存于）
- Weinstein, Allen, Frank O. Gatell, and Lewis Sarasohn, eds., American Negro Slavery: A Modern Reader, third ed. (1978)

Slavery in the modern era
- Jesse Sage and Liora Kasten, Enslaved: True Stories of Modern Day Slavery, Palgrave Macmillan, 2008 ISBN 978-1-4039-7493-8
- Tom Brass, Marcel van der Linden, and Jan Lucassen, Free and Unfree Labour. Amsterdam: International Institute for Social History, 1993
- Tom Brass, Towards a Comparative Political Economy of Unfree Labour: Case Studies and Debates, London and Portland, OR: Frank Cass Publishers, 1999. 400 pages.
- Tom Brass and Marcel van der Linden, eds., Free and Unfree Labour: The Debate Continues, Bern: Peter Lang AG, 1997. 600 pages. A volume containing contributions by all the most important writers on modern forms of unfree labour.
- Kevin Bales, Disposable People. New Slavery in the Global Economy, Revised Edition, University of California Press 2004, ISBN 978-0-520-24384-2
- Kevin Bales (ed.), Understanding Global Slavery Today. A Reader, University of California Press 2005, ISBN 978-0-520-24507-5freak
- Kevin Bales, Ending Slavery: How We Free Today's Slaves, University of California Press 2007, ISBN 978-0-520-25470-1.
- Mende Nazer and Damien Lewis, Slave: My True Story, ISBN 978-1-58648-212-1. Mende is a Nuba, captured at 12 years old. She was granted political asylum by the British government in 2003.
- Gary Craig, Aline Gaus, Mick Wilkinson, Klara Skrivankova and Aidan McQ e (2007). Contemporary slavery in the UK: Overview and key issues（页面存档备份，存于）, Joseph Rowntree Foundation. ISBN 978-1-85935-573-2.
- David Hawk, The Hidden Gulag - Slave Labor Camps in North Korea（页面存档备份，存于）, Washington DC: Committee for Human Rights in North Korea, 2012, ISBN 978-0-615-62367-2
- Somaly Mam Foundation
- Thomas Sowell, The Real History of Slavery, in: Black Rednecks and White Liberals, San Francisco: Encounter Books, 2005. ISBN 978-1-59403-086-4.

## 外部連結
- 中東的童奴紀錄片 - 美國艾美獎得獎紀錄影片

### 历史
- Slavery Resource Guide, from the Library of Congress（页面存档备份，存于）
- Digital Library on American Slavery（页面存档备份，存于）
- African Holocaust（页面存档备份，存于）
- Emory and Oxford College（页面存档备份，存于）
- Slavery Fact Sheets, Digital History
- The West African Sqron and slave trade（页面存档备份，存于）
- Slavery – PBS（页面存档备份，存于）
- Understanding Slavery
- Slavery（页面存档备份，存于）
- Slavery Museum. Great Britain.
- Archives on slavery held by the University of London
- Mémoire St Barth (archives & history of slavery, slave trade and their abolition)[永久], Comité de Liaison et d'Application des Sources Historiques.
- Archives of the Middelburgsche Commercie Compagnie (MCC) 'Trade Company of Middelburg'（页面存档备份，存于） (Inventory of the archives of the Dutch slave trade across the Atlantic)

### 现代
- news-politics, modern-slavery Modern Slavery[] - slideshow by The First Post
- Slavery – PBS（页面存档备份，存于）
- Walk Free Foundation – Global Slavery Index 2013 | Explore the Index（页面存档备份，存于）